# Máximo Tapia
Máximo Tapia (Santo Domingo, 11 dicembre 1962) è un ex cestista dominicano.

## Carriera
Con la Rep. Dominicana ha disputato due edizioni dei Campionati americani (1984, 1989).